# Епархия Сан-Фернандо-де-Апуре
Епархия Сан-Фернандо-де-Апуре (лат. Dioecesis Sancti Ferdinandi Apurensis) — епархия Римско-католической церкви с центром в городе Сан-Фернандо-де-Апуре, Венесуэла. Епархия Сан-Фернандо-де-Апуре входит в митрополию Калабосо. Кафедральным собором епархии Сан-Фернандо-де-Апуре является церковь Пресвятой Девы Марии Кармельской.

## История
7 июня 1954 года Папа Римский Пий XII издал буллу «Providentissimo Redemptoris», которой учредил территориальную прелатуру Сан-Фернандо-де-Апуре, выделив её из епархии Калабосо (сегодня — архиепархия Калабосо) и епархии Сан-Кристобаля-де-Венесуэлы. Первоначально епархия Сан-Фернандо-де-Апуре являлась суффраганной по отношению к архиепархии Каракаса.
12 ноября 1974 года Папа Римский Павел VI издал буллу «Sancti Ferdinandi Apurensis», которой преобразовал территориальную прелатуру Сан-Фернандо-де-Апуре в епархию.
17 июня 1995 года епархия Сан-Фернандо-де-Апуре стала частью церковной провинции Калабосо.

## Ординарии епархии
- епископ Анхель Адольфо Полачини Родригес (30.11.1966 — 25.03.1971), назначен епископом Гуанаре;
- епископ Роберто Антонио Давила Ускатеги (23.06.1972 — 23.06.1992);
- епископ Мариано Хосе Парра Сандовал (12.07.1994 — 10.07.2001), назначен епископом Сьюдад-Гуаяны;
- епископ Виктор Мануэль Перес Рохас (7.11.2001 — 15.07.2016);
- епископ Альфредо Энрике Торрес Рондон (с 15 июля 2016 года).